# 車坊
車坊是唐朝時出租車馬和供車馬停靠的一種客棧。車坊有官營和私營之分。車坊的經營者要向當地政府繳納稅收。車坊出現於唐朝初年，唐朝以後不見記載。